# Посёлок радиоцентра-9
Радиоцентра-9 — посёлок в Ногинском районе Московской области России, входит в состав сельского поселения Аксёно-Бутырское. Построен для работников радиоцентра № 9.

## Население
| 2002 | 2006 | 2010 |
| ---- | ---- | ---- |
| 461  | ↗470 | ↘455 |

## География
Посёлок радиоцентра-9 расположен на востоке Московской области, в западной части Ногинского района, на Горьковском шоссе М7, примерно в 32 км к востоку от Московской кольцевой автодороги и 7 км к юго-западу от центра города Ногинска, по правому берегу реки Клязьмы.
В 5 км к западу от посёлка проходит Монинское шоссе Р109, в 12 км к югу — Носовихинское шоссе, в 14 км к северо-западу — Щёлковское шоссе А103, в 5 км к востоку — Московское малое кольцо А107. Ближайшие населённые пункты — деревни Ельня, Новые Псарьки и Старые Псарьки.
К посёлку приписано садоводческое товарищество (СНТ).
Связан автобусным сообщением с городами Москвой, Ногинском и Старой Купавной, рабочими посёлками Монино и Обухово (маршруты № 34, № 43, № 322).

## История
- посёлок Загорновского сельсовета Ногинского района Московской области (1956—1959)[9],
- посёлок Аксёно-Бутырского сельсовета Ногинского района Московской области (1959—1963, 1965—1994)[10][11],
- посёлок Аксёно-Бутырского сельсовета Орехово-Зуевского укрупнённого сельского района Московской области (1963—1965)[12],
- посёлок Аксёно-Бутырского сельского округа Ногинского района Московской области (1994—2006)[11],
- посёлок сельского поселения Аксёно-Бутырское Ногинского муниципального района Московской области (2006 — н. в.)[2][3].